# 藤原光隆
藤原 光隆（ふじわら の みつたか）は、平安時代末期から鎌倉時代初期にかけての公卿。藤原北家利基流、権中納言・藤原清隆の長男。官位は正二位・権中納言。屋敷があった地名から壬生・猫間を号しており、「猫間中納言」と称された。
『平家物語』巻八「猫間」においては、寿永2年（1183年）に源義仲を訪問した光隆が、義仲によって愚弄される逸話が紹介されている。義仲のやかたで光隆は、高く盛り付けられた飯や三種のおかず、平茸の汁などの多量の食事を出され、椀が汚らしいのに辟易したところ、「それは仏事用の椀だ」と説明されて、仕方なく少しだけ口にしたところ、義仲に「猫殿は小食か。猫おろし（食べ残し）をしている。遠慮せずに掻き込みなさい」などと責められて興醒めし、話をせずに帰った、というものである。

## 官歴
『公卿補任』による。
- 長承2年（1133年）
  - 11月19日 - 蔵人
  - 12月26日 - 従五位下
- 長承3年（1134年）閏12月30日 - 淡路守
- 保延2年（1136年）4月7日 - 安芸守
- 保延4年（1138年）12月29日 - 出雲守
- 保延6年（1140年）10月29日 - 従五位上
- 永治元年（1141年）12月2日 - 左衛門佐を兼ねる
- 永治2年（1142年）2月2日 - 正五位下
- 康治2年（1143年）1月3日 - 従四位下
- 久安2年（1146年）12月29日 - 但馬守
- 久安3年（1147年）1月2日 - 従四位上
- 久安5年（1149年）2月13日 - 正四位下
- 久安6年（1150年）1月29日 - 備中守
- 久寿元年（1154年）12月28日 - 内蔵頭を兼ねる
- 保元2年（1157年）
  - 1月24日 - 治部卿兼備中守となり、内蔵頭を退任
  - 12月29日 - 越中守
- 平治元年（1159年）12月27日 - 平治の乱を起こした藤原信頼に縁座して解官される
- 永暦元年（1160年）
  - 4月3日 - 治部卿に還任される
  - 8月14日 - 従三位
- 長寛2年（1164年）
  - 1月21日 - 美作権守
  - 1月26日 - 正三位
- 仁安元年（1166年）8月27日 - 参議
- 仁安2年（1167年）8月1日 - 権中納言
- 仁安3年（1168年）
  - 1月6日 - 従二位
  - 1月11日 - 権中納言を辞退
- 安元元年（1175年）1月4日 - 正二位
- 安元2年（1176年）1月30日 - 治部卿を退任
- 建久3年（1192年）10月26日 - 大宰権帥
- 建久9年（1198年）
  - 1月30日 - 大宰権帥を退任
  - 5月7日 - 出家

## 系譜
- 父：藤原清隆
- 母：藤原家子（藤原家政女） - 従二位・近衛天皇乳母
- 妻：藤原信通女
  - 長男：藤原雅隆（1147-1224） - 正三位非参議
  - 男子：藤原兼隆 - 従五位下斎院次官
- 妻：藤原実兼女
  - 次男：藤原家隆（1158-1237） - 従二位非参議[2]
- 妻：源師頼女
- 母不詳
  - 男子：清玄 - 延暦寺阿闍梨
  - 女子：平親国室 - 平有親母
  - 女子：藤原光子（?-1203）[3] - 坊門院乳母、藤原実教室